# Unstoppable Momentum
Albums de Joe Satriani
Satchurated: Live in Montreal
(2012) Shockwave Supernova
(2015)
Unstoppable Momentum est le quatorzième album enregistré en studio par Joe Satriani et qu'il produit en collaboration avec Mike Fraser. Il parait le 7 mai 2013.

## Titres
Toutes les chansons sont écrites et composées par Joe Satriani.
| 1.    | Unstoppable Momentum           | 5:14 |
| 2.    | Can't Go Back                  | 3:58 |
| 3.    | Lies and Truths                | 4:44 |
| 4.    | Three Sheets to the Wind       | 3:22 |
| 5.    | I'll Put a Stone on Your Cairn | 1:42 |
| 6.    | A Door into Summer             | 4:16 |
| 7.    | Shine On American Dreamer      | 4:46 |
| 8.    | Jumpin' In                     | 5:11 |
| 9.    | Jumpin' Out                    | 3:51 |
| 10.   | The Weight of the World        | 5:07 |
| 11.   | A Celebration                  | 2:47 |
| 44:58 |                                |      |

## Accueil critique
Jason Shadrick, de Premier Guitar, lui donne la note de 4/5. Stephen Thomas Erlewine, d'AllMusic, lui donne la note de 3,5/5. Le site Sputnikmusic lui donne la note de 3/5. François Alvarez, de Music Story lui donne la note de 3/5.

## Musiciens
- Joe Satriani : guitare, claviers, harmonica, production
- Mike Keneally : claviers
- Vinnie Colaiuta : batterie, percussions
- Chris Chaney : basse